# Harry Potter et la Coupe de feu (jeu vidéo)
 (juin 2019).
Si vous disposez d'ouvrages ou d'articles de référence ou si vous connaissez des sites web de qualité traitant du thème abordé ici, merci de compléter l'article en donnant les références utiles à sa vérifiabilité et en les liant à la section « Notes et références ».
Harry Potter et la Coupe de feu est un jeu vidéo d'action-aventure sorti en 2005 sur Game Boy Advance, GameCube, Nintendo DS, PlayStation 2, PlayStation Portable, Windows et Xbox. Le jeu a été édité par Electronic Arts.
Harry Potter et la Coupe de feu utilise la franchise Harry Potter et coïncide avec la sortie du 4e volet de la saga.
Le jeu, a été vendu sur les consoles portables de Nintendo à plus 1 000 000 exemplaires. Ces versions ont été développées par le studio français Magic Pockets.

## Personnages
Le joueur peut contrôler trois personnages au cours du jeu : Harry, Ron et Hermione. En revanche, lors des tâches du Tournoi des Trois Sorciers ou lors du combat avec Lord Voldemort, le joueur devra impérativement contrôler Harry, ses deux amis ne participant pas à l'action du jeu.
Chaque personnage a ses propres cartes qu'il est possible d'acheter dans le Folio Universitas contre des dragées et améliorer ainsi leurs capacités.